# Tebabui (Aldeia)
Tebabui ist eine osttimoresische Aldeia im Suco Tebabui (Verwaltungsamt Bobonaro, Gemeinde Bobonaro). 2015 lebten in der Aldeia 713 Menschen.

## Geographie
Tebabui liegt im Westen des Sucos Tebabui. Östlich befindet sich die Aldeia Bugas. Im Norden grenzt Tebabui an den Suco Maliubu, im Westen an den Suco Lourba und im Süden an den Suco Carabau. Die West- und Südgrenze bildet der Fluss Babalai, der in den Marobo fließt. Im Nordosten liegt der Berg Lolo Tebabui (894 m).
Durch den Nordwesten von Tebabui führt die Überlandstraße von Maliana nach Atsabe. An ihr und den abzweigenden Straßen verteilen sich die Gebäude des Dorfes Tebabui.

## Politik
2023 wurde Afonso Alves zum Chefe de Aldeia gewählt.